# Katia Petrovskaia
Katia Petrovskaia (rusă Екатерина Мироновна Петровская) (n. 3 februarie 1970, Kiev, Republica Sovietică Socialistă Ucraineană)  este o scriitoare și jurnalistă germană de origine ucraineană. Ea trăiește în Berlin, împreună cu soțul și doi copii ai lor. În anul 2013 a fost distinsă cu premiul Ingeborg-Bachmann.

## Date biografice
Petrovskaia a copilărit în Kiev și a studiat filologie și statistică în Estonia. Între anii 1994-1995 i se acordă de American Council of Teachers of Russian (ACTR) o bursă și studiază la Universitatea Stanford și Universitatea Columbia din SUA. În anul 1998 promovează Universitatea de literatură slavă din Moscova. În anul 1999 s-a mutat ca jurnalistă la Berlin, unde scrie articole în limbile slave și limba germană. Din anul 2011 este corespondentă a ziarului Frankfurter Allgemeine Zeitung. Între altele, ea descrie masacrarea de către naziști a evreilor din Kiev, pentru care va fi distinsă în anul 2013, în Klagenfurt cu premiul Ingeborg-Bachmann.

## Opere
- Die Auserwählten. Ein Sommer im Ferienlager von Orlionok. Bildreportage von Anita Back mit einem Essay von Katja Petrowskaja und einem Vorwort von Joachim Jäger. Braus, Berlin 2012. ISBN 978-3-86228-029-2
- Vielleicht Esther. Geschichten. Suhrkamp Verlag, Berlin 2014, ISBN 978-3-518-42404-9.